# Новокіровський
Новокі́ровський (рос. Новокировский) — селище у складі Ішимського району Тюменської області, Росія.
Стара назва — Кіровська.
Населення — 386 осіб (2010, 505 у 2002).
Національний склад станом на 2002 рік:
- росіяни — 90 %